# Шилов, Константин Владимирович
Константи́н Влади́мирович Ши́лов (род. 30 июля 1945 года, Одесса, УССР) — советский и российский писатель, литературовед, искусствовед, историк культуры.

## Биография
По материнской линии происходит из старинных родов уральских казаков Ларшиных и Найдёновых, родовым гнездом которых в первой половине XVIII века была станица Калмыково, их имена значатся в архивных документах и справочных изданиях, а также из рода Плющенко — потомков украинских переселенцев Поволжья. Отца (фронтовика, инвалида войны, уроженца Алма-Аты) никогда не знал. Детство прошло в Молдавии, Уральске, Астрахани. В 1959—1990 жил в Саратове. С 1990 — в Москве.
Окончил филологический факультет Саратовского государственного университета имени Н. Г. Чернышевского (учёба прерывалась службой в армии с 1964 по 1967 годы). Участвовал в организованных университетом археологических и фольклорных экспедициях и межвузовских научных конференциях. В 1960-х годах работал сотрудником Саратовского областного музея краеведения, в 1970-х — в Саратовском государственном художественном музее имени А. Н. Радищева, где был экскурсоводом, научным сотрудником, заведующим отделами, куратором художественных музеев зоны Среднего и Нижнего Поволжья. Читал лекции по истории искусства Франции студентам вузов. Писал для телевидения, был ведущим цикла телепередач по истории художественной жизни края. Участвовал в создании местного отделения Российского фонда культуры. Награждён Почётным знаком за работу по охране памятников истории и культуры.
Занимаясь поисковой работой в волжских архивах, ещё студентом сделал ряд редких находок, в том числе автографа Пушкина, который расширил круг биографических сведений о поэте. После этого получил напутствие от таких крупных исследователей литературы, как Ю. Г. Оксман и И. Л. Андроников. Тогда же его связала многолетняя дружба с учёным-пушкинистом старой школы Т. Г. Зенгер-Цявловской и писателем-историком Н. Я. Эйдельманом.
В 1990—1992 годах работал научным сотрудником Государственного музея А. С. Пушкина в Москве (усадьба Остафьево).
С 1983 года — член Союза писателей СССР. С 1991 года — Союза российских писателей и Союза писателей Москвы. Член Общероссийской организации «Ассоциация искусствоведов» (АИС).

## Литературная деятельность
Первая публикация — подборка стихов в газете Саратовского государственного университета (1963 год). Преобладание историко-культурных интересов обусловило тяготение к научно-художественной прозе и к биографическому жанру. Был одним из победителей Всероссийского смотра молодых очеркистов в Пицунде (1981), работы которых опубликованы в сборнике «Это мы» издательством «Советский писатель».
Вышедшая в Приволжском издательстве в 1979 году первая книга «Мои краски — напевы…» вызвала отклик широких общественных кругов, помогла спасти от уничтожения дом-мастерскую знаменитого художника В. Э. Борисова-Мусатова на его родине в Саратове и создать там мемориальный музей, куда автором были переданы в дар собранные им богатые документальные материалы и памятные реликвии. Биографическая повесть о Борисове-Мусатове, вышедшая несколькими изданиями (в том числе в серии «Жизнь замечательных людей»), была высоко оценена как известными художниками и поэтами, так и крупными искусствоведами: А. А. Русаковой, Ю. А. Русаковым, В. И. Костиным и другими. Многолетней темой публикаций стали жизнь и творчество художника К. С. Петрова-Водкина.
Целью написания разноплановых книг К. В. Шилов всегда считал восстановление связи времён, единого пространства культуры, воздаяние памяти замечательным людям. Это и жизнеописания художников Борисова-Мусатова и Петрова-Водкина, и составленная по архивным источникам и записанным интервью книга об актёре и певце Марке Бернесе, и в особенности книга «Восстановление родства» — по отзыву критика П. М. Крючкова, «многолетнее и многослойное путешествие во времени, сопровождаемое удивительными легендарными спутниками, причастными автору либо историческим полем и воздухом культуры: Пушкин, Вяземский, Жуковский, братья Кривцовы, Павел Анненков, либо реальным совопросничеством и сотрудничеством, переводящим факт личного общения в общекультурный процесс: Татьяна Цявловская, академик Дмитрий Лихачёв, писатель Натан Эйдельман, Булат Окуджава».

## Произведения
Книги
- Московский адрес // В кн.: Прометей, т. 10. Составитель Т. Г. Цявловская. — М.: Молодая гвардия, 1974. — 422 с. — 100 000 экз.; Изд. 2-е, испр. — 422 с. — 50 000 экз.
- «Мои краски — напевы…»: Саратовские годы художника В. Э. Борисова-Мусатова" (предисловие доктора искусствоведения А. А. Русаковой). — Саратов: Приволжское книжное издательство, 1979. — 150 с. — 10 000 экз.
- От «грозы 12-го года» до откликов на декабризм (Саратовское Поволжье 1-й четверти XIX века) — в соавторстве с М. А. Минкиным и И. В. Порохом. — Саратов: Издательство Саратовского государственного университета. — 1983. — 38 с. — 520 экз.
- Ветвь хвалынского сада // В кн.: Это мы. Сборник очерков. Составитель А. Д. Голубев. — М.: Советский писатель, 1984. — 286. — 30 000 экз.
- Борисов-Мусатов. (Серия: ЖЗЛ). — М.: Молодая гвардия, 1985. — 336 с. — 150 000 экз.; изд. 2-е, испр. и доп. — М.: Молодая гвардия, 2000. — 406 с. —5 000 экз.; изд. 3-е. — М.: Молодая гвардия, 2018. — 412 с. — 500 экз.
- Павел Васильевич Анненков и его «Материалы для биографии Александра Сергеевича Пушкина» // В кн.: Комментарий к «Материалам для биографии А. С. Пушкина». — М.: Книга, 1985. — 272 с. — 10 000 экз.
- «И да не минет нас ГЛАВНОЕ» (Натан Эйдельман в наших судьбах. 1967—1989 годы). — М.: Вопросы литературы. — 1996. — Январь-февраль. — 384 с. — 6 600 экз.
- Гений хвалынской земли // В кн.: Хвалынск. Портрет города. Составители С. С. Лесневский, В. В. Поляков. — М.: Прогресс-Плеяда, 2001. — 286 с. — 3 000 экз.; то же — см. К. С. Петров-Водкин. Хлыновск. Моя повесть. — М.: Прогресс-Плеяда, 2008. — 448 с. — 3 000 экз.
- Татьяна Григорьевна, Александр Сергеевич и Булат Шалвович // В кн.: Встречи в зале ожидания. Составители Я. И. Гройсман, Г. П. Корнилова. (Серия: «Имена») — Нижний Новгород: Деком, 2003. — 288 с. — 5 000 экз.
- Взрывной рубеж. Подборка стихотворений (предисловие К. Я. Ваншенкина). / Литературная газета. — 2004. — № 31 (5982) — с.11.
- Марк Бернес в воспоминаниях современников. Вступительная статья, составление и комментарии К. В. Шилова. (Серия: «Близкое прошлое»). — М.: Молодая гвардия, 2005. — 452 с. — 5000 экз.
- Восстановление родства. Очерки. Портреты. Воспоминания. Послесловие Ю. Ф. Карякина. — М.: Прогресс-Плеяда, 2007. — 480 с. — 2 000 экз.
- К. С. Петров-Водкин и Анна Ахматова. Заметки о портрете поэта // В кн.: К. С. Петров-Водкин и XXI век. — Саратов, 2008. — 244 с. — 500 экз.
- Между сердцем и временем (Долгое эхо киевских «Курантов») // В кн.: Между сердцем и временем. Воспоминания об Александре Дейче. Составитель Е. К. Дейч. — Киев: Феникс, 2009. — 342 с. — 500 экз.
- «…Спасибо, что живой» // В кн.: Жажда дружбы. Карякин о друзьях. Друзья о Карякине. Сост. И. Н. Зорина. — М.: Радуга, 2010. — 416 с. — 1 000 экз.
- На скошенных травах. Стихотворения. Предисловие С. Л. Соложенкиной. — М.: Спутник+, 2017. — 255 с. — 200 экз.

Избранные статьи
- Отголоски декабризма в жизни усадебного дворянства // Освободительное движение в России: Межвузовский научный сборник. Вып. 6. — Саратов, 1977.
- О двух портретах К. П. Брюллова // Саратовский Государственный Художественный музей им. А. Н. Радищева. Сборник. Вып. 5. — Саратов, 1986.
- Новое в иконографии Вяземских. (К истории отношений П .А. Вяземского и О. А. Кипренского). —"Новое литературное обозрение", 1993, № 3.
- «Я помню грозное веселье ваших грустных глаз…» (памяти Леонида Лиходеева). — «Вечерний клуб», 1995, 2 ноября.
- Восстановление родства. О Борисе Зайцеве и его книге «Дни» (М. — Париж, «YMCA-Press» — «Русский путь», 1995) — «Литературная газета», 1996, 10 апреля.
- В. А. Жуковский в Остафьеве // Остафьево: Страницы истории усадьбы и её владельцев: Юбилейный сборник. — М. — Остафьево, 1999. — 106 с. — 5000 экз.
- По следу Пушкина (100 лет со дня рождения Т. Г. Цявловской). — Литературная газета, 1997, № 32, 6 августа.
- «Художников друг и советник». Цикл статей: «Трудиться во славу Пушкина»; Жизнь и судьба; Самый таинственный график пушкинской эпохи; «Сен При, твои карандаши…»; Кончаловский. Осмёркин; Кузьмин и Маврина; О многом, ещё не рассказанном. — «Искусство», 1998, № 3, 8, 11, 12, 17, 20, 24.
- «Найти мудрое решение» (некоторые кинематографические подходы к образу Пушкина в 1960-е годы в оценках Т. Г. Цявловской). — «Киноведческие записки», 1999, № 42. — с. 368.
- «Наш друг бесценный…» (памяти Н. Я. Эйдельмана). — «Еврейский камертон» (приложение к газете «Новости недели», Тель-Авив), 2000, 12 октября. — С. 20—21.
- Петроградская мадонна. — «Алфавит», 2001, № 28, июль. — С. 25—27.
- Петров-Водкин (XX век сам о себе. Персоналии и течения). — «Искусство», 2002, № 19 (252), 1—15 октября.
- «Из преклонения моего…». История одной несостоявшейся публикации. — «Мир Паустовского», 2006, № 24.

Видеоканал К. В. Шилова
- https://rutube.ru/channel/57685195/
- Константин Шилов. Вечер в Российском Фонде культуры к выходу книги "Борисов-Мусатов" (ЖЗЛ) 2000г. - https://rutube.ru/video/29df7c40e934cca9423577214f2ab2b5/
- Константин Шилов. Творческий вечер в Центральном Доме литераторов 16 мая 2016 г. - https://rutube.ru/video/d1b79b408805fb657a624bfb8629c81a/
- Константин Шилов. История спасения домика-мастерской Борисова-Мусатова.- https://rutube.ru/video/0159a789247b89e7215d1bd82c2422bb/
- Шилов Константин. Путешествие в Нежин на родину Марка Бернеса. 2012 - https://rutube.ru/video/e30113f9d22214cad2db9265b8098e3f/
- Шилов Константин Владимирович. Слово о Бернесе.- https://rutube.ru/video/6e851fd644ebe77e6a97552c8f9b7bd4/

## О творчестве К. В. Шилова: статьи, рецензии
- Чикирис Л. Краски родной земли. — «В мире книг», 1980, № 7.
- Савельев В. По праву таланта. — «Литературная Россия», 1985, № 16, 17 апреля.
- Бархатов А. «Итак, я счастлив был…». — «Литературная Россия», 1986, № 2, 10 января.
- Бартенева Н. Встреча состоялась. — «Волга», 1987, № 6.
- Турков А. Саратовский метеор. — «Известия», 1986, № 50, 19 февраля.
- Лотман Ю. Возвращаясь к истокам. — «Новый мир», 1987, № 6.
- Лесневский С. Сон мальчика. — «Литературная газета», 2000, № 26, 28 июня — 4 июля.
- Ваншенкин К. Предисловие к циклу стихов К. Шилова «Взрывной рубеж». — «Литературная газета», 2004, № 31 (5982), 4—10 августа. — С. 11.
- Мовчан Е. Живой образ художника. — «Искусство», 2000, № 47, декабрь.
- Леонидов В. Певец солдатской любви и надежды. — «Российские вести», 2005, 21 декабря.
- Леонидов В. Новинки: Константин Шилов. Восстановление родства. М., Прогресс — Плеяда, 2007. — «Культура», 2007, № 45,15—21 ноября.
- Соложенкина С. Душа есть страсть. — «Знамя», 2008, № 9.
- Васильцов И. Обретение свободы. — «Саратовские вести», 2009, № 120 (4258), 19 августа.
- Бондарюк К. Константин Шилов. Восстановление родства (раздел: Книжный разворот). — «Вопросы литературы», 2010, № 1 (январь — февраль).

## Оценки
|  | Рассказывая о Борисове-Мусатове, автор постоянно опирается на своих предшественников, однако его подход, сама форма повествования зачастую позволяют внести в прежние представления немало нового, наполняют их живым, конкретным смыслом. Особую ценность придают книге богатые материалы… до сих пор почти не привлекавшиеся в литературе о художнике, не говоря уже об общих трудах по русской культуре конца XIX-го — начала XX века. Я уверена, что подлинный историзм подхода автора к избранной теме, его профессиональное отношение к живописи, умение сделать доступными самые сложные вещи гарантируют книге успех у читателя…А. А. Русакова, доктор искусствоведения |

|  | …К. Шилову удалось преодолеть многие трудности и им создана талантливая, увлекательная, действительно художественная книга о замечательном живописце, многие разделы которой кажутся написанными на одном дыхании. И Борисов-Мусатов, и его искусство, и его эпоха тут подлинно живут… Автор великолепно владеет своим материалом и существенно обогащает представления о нем, сложившиеся в специальной литературе, рядом ценных, глубоких наблюдений…В. М. Володарский, учёный секретарь Государственной Третьяковской галереи, кандидат исторических наук |

|  | …Константин Шилов приводит слова одного исследователя о том, что в лице скромного саратовца «русская живопись быстро и торопливо… проделала в какие-нибудь два-три года всю эволюцию импрессионизма…» В самой же шиловской книге хорошо ощутима неизменная, глубинная связь её героя с национальной стихией, со всем испытанным и «перечувствованным» в родных краях…Андрей Турков |

|  | …Статья К. В. Шилова… отличается рядом достоинств, отмечена открытым пристрастием автора к своему герою. В целом эту статью следует признать очень удачной… Темпераментный тон, умелое и увлекательное расположение материала покоряют читателя…Ю. М. Лотман |

|  | …Книга Константина Шилова об одном из самых певучих русских художников Серебряного века пленяла и влюблённостью в искусство, и мягкой повествовательностью лирической прозы, и непринуждённым владением теми подробностями и деталями, без которых нет биографии, и целостным пониманием главного образа… Во втором издании явлены новые открытия К. Шилова, тщательного архивиста и краеведа, обогатившего сюжет неизвестными ранее эпизодами биографии художника. Но главное, что во втором издании книги резче сказались духовные, интеллектуальные обретения последних десятилетий. Серебряный век и его созидатели без всяких оговорок стали для нас классикой… Переклички, «ауканья», встречи (и «невстречи») обступают основную тему в свободном писательском рассказе К. Шилова…Станислав Лесневский |

|  | …невозможно не оценить особую сердечность К. Шилова, его лирическую ноту, которая совсем не мешает его научным изысканиям. Напротив! Она придаёт им какую-то пронзительность, щемящее обаяние не только угаданной, но и выстраданной истины… Книга К. Шилова вовсе не эклектически собранный сборник, а именно цельная книга, объединённая одной общей идеей. События давно минувшие и события сегодняшние здесь не просто чередуются, они входят друг в друга, по-пастернаковски — «как образ входит в образ и как предмет сечёт предмет». Возникает не только хронологическое, но, главное — единое художественное время. Рождается неповторимый и неразделимый духовно-пространственный сплав.Светлана Соложенкина |

|  | …Исследования К. Шилова посвящены реконструкции окружения великих писателей XIX века. Автор восстанавливает быт XIX века, круг знакомых А. Пушкина, В. Жуковского, О. Кипренского, К. Брюллова, рассматривая в совокупности литературные тексты, архивные материалы, живопись и архитектуру. Напоминает его метод также исследования блестящего архивиста Н. Эйдельмана, которому в книге посвящён очерк… Книга прекрасно иллюстрирована старинными рисунками и современными фотографиями… Это создает удивительное ощущение причастности читателя к рассказываемому, делает его почти собеседником героев книги.К. Бондарюк |

|  | Константин Шилов пишет стихи смолоду… Он писатель, искусствовед, знаток русской живописи конца XIX начала XX века, автор большой, без преувеличения блистательной книги о Борисове-Мусатове (ЖЗЛ), других заметных работ. Мне кажется, его глубокое проникновение в отечественную живопись одновременно бросает отсвет и на его стихи.Константин Ваншенкин |